# Dobroț, Hunedoara

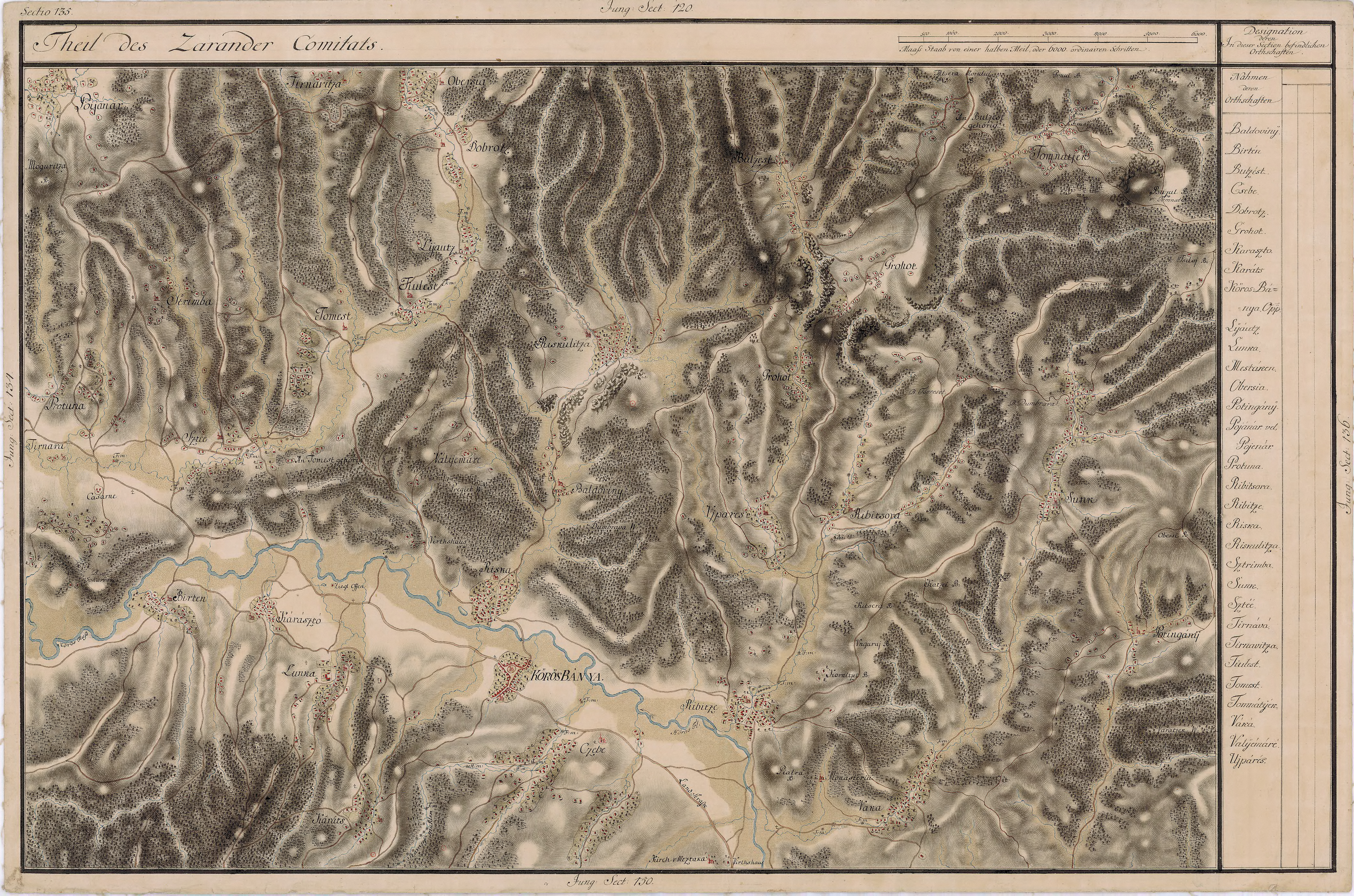
Dobroț în Harta Iosefină a Transilvaniei, 1769-73

Dobroț este un sat în comuna Tomești din județul Hunedoara, Transilvania, România.

## Vezi și
- Biserica Sfântul Ierarh Nicolae din Dobroț

## Galerie de imagini

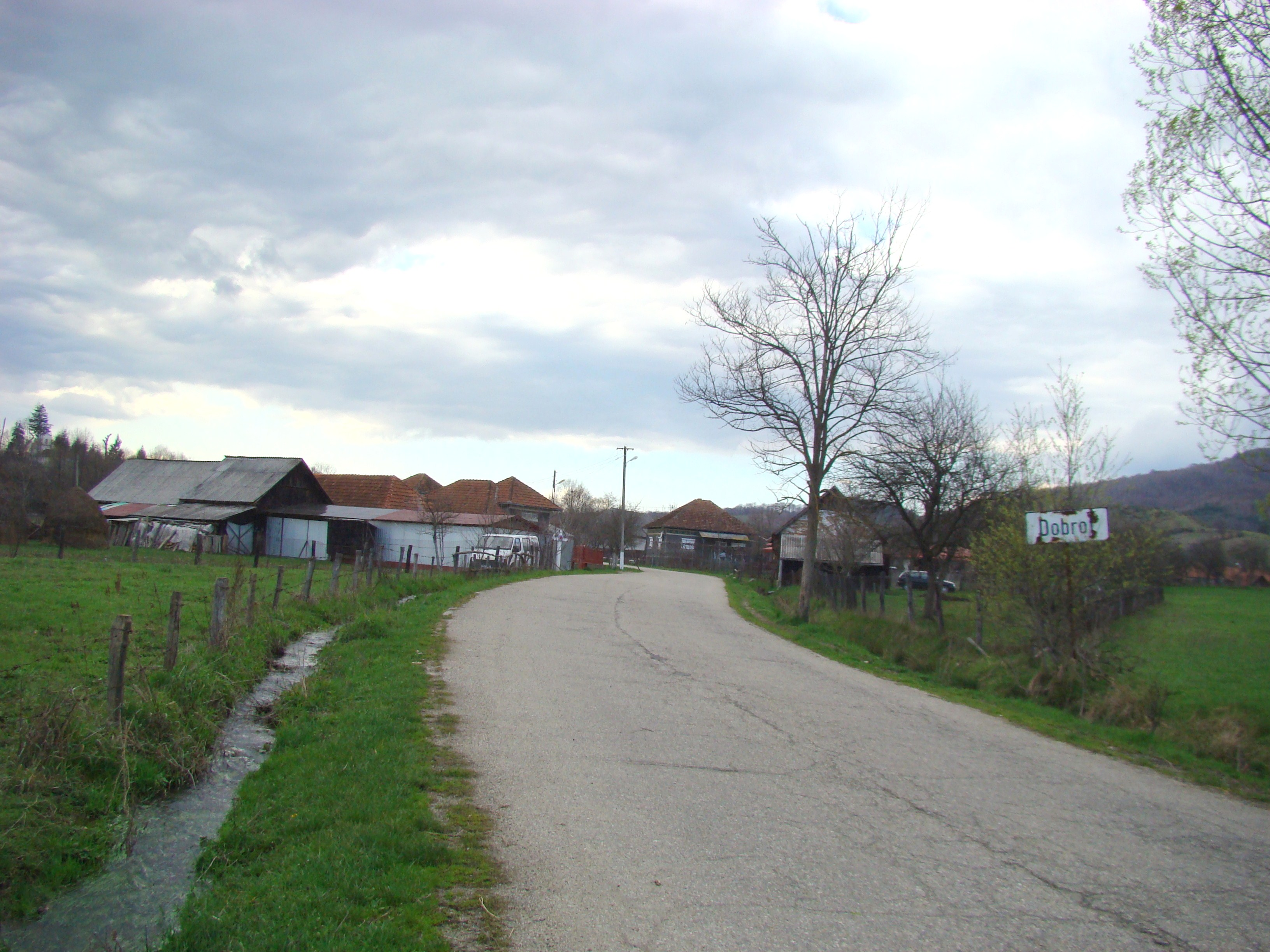
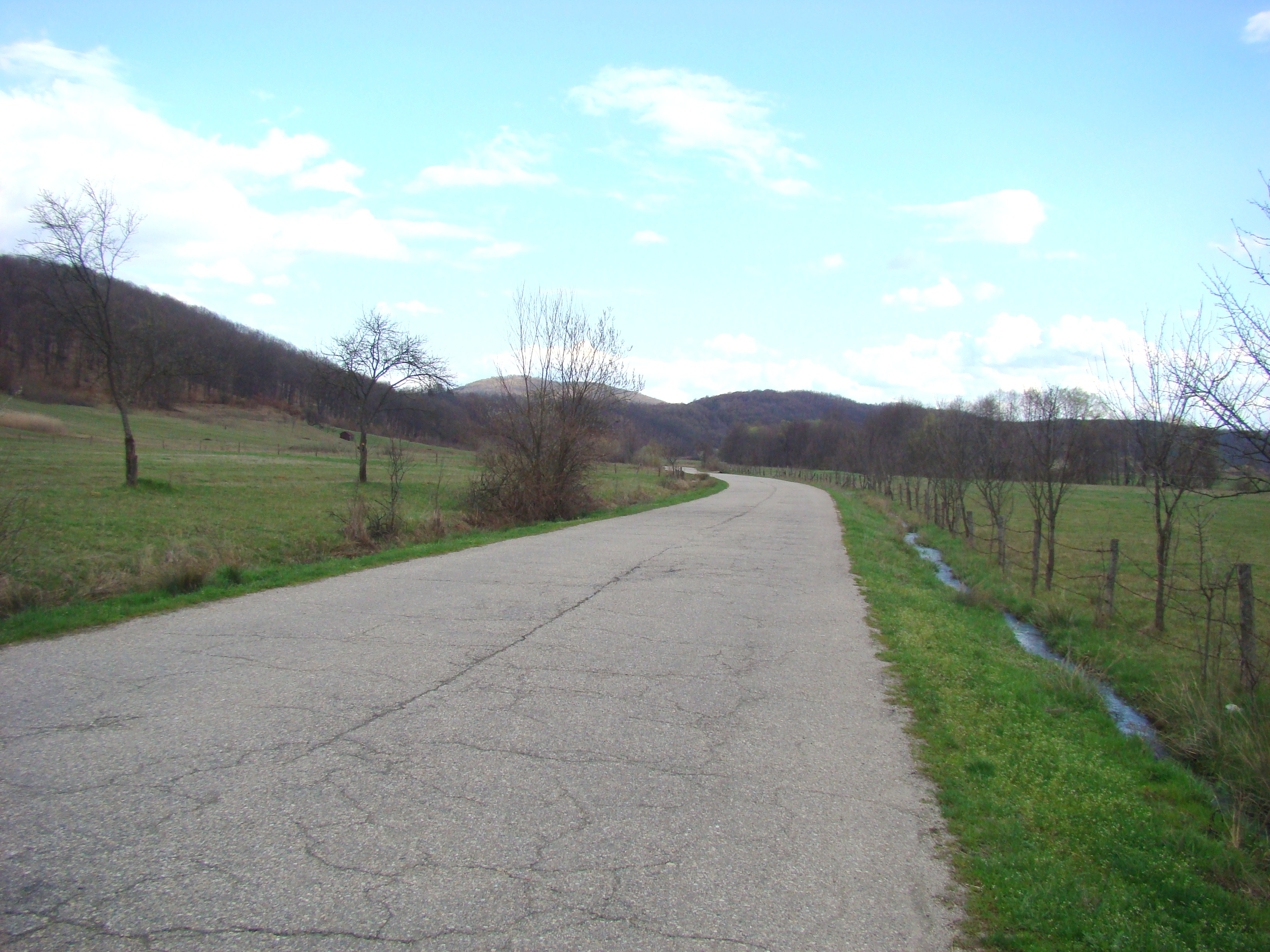
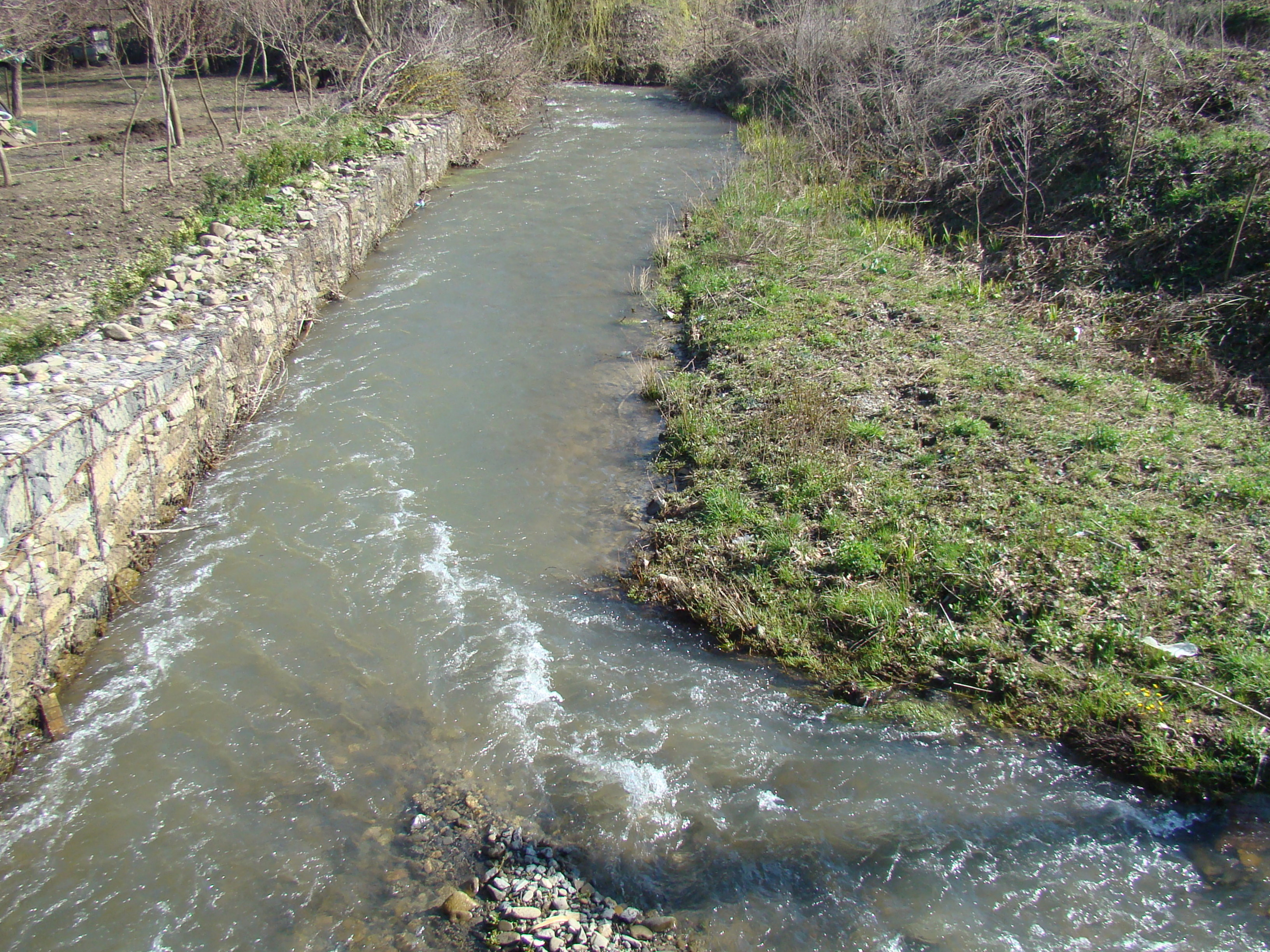
Râul Obârșa
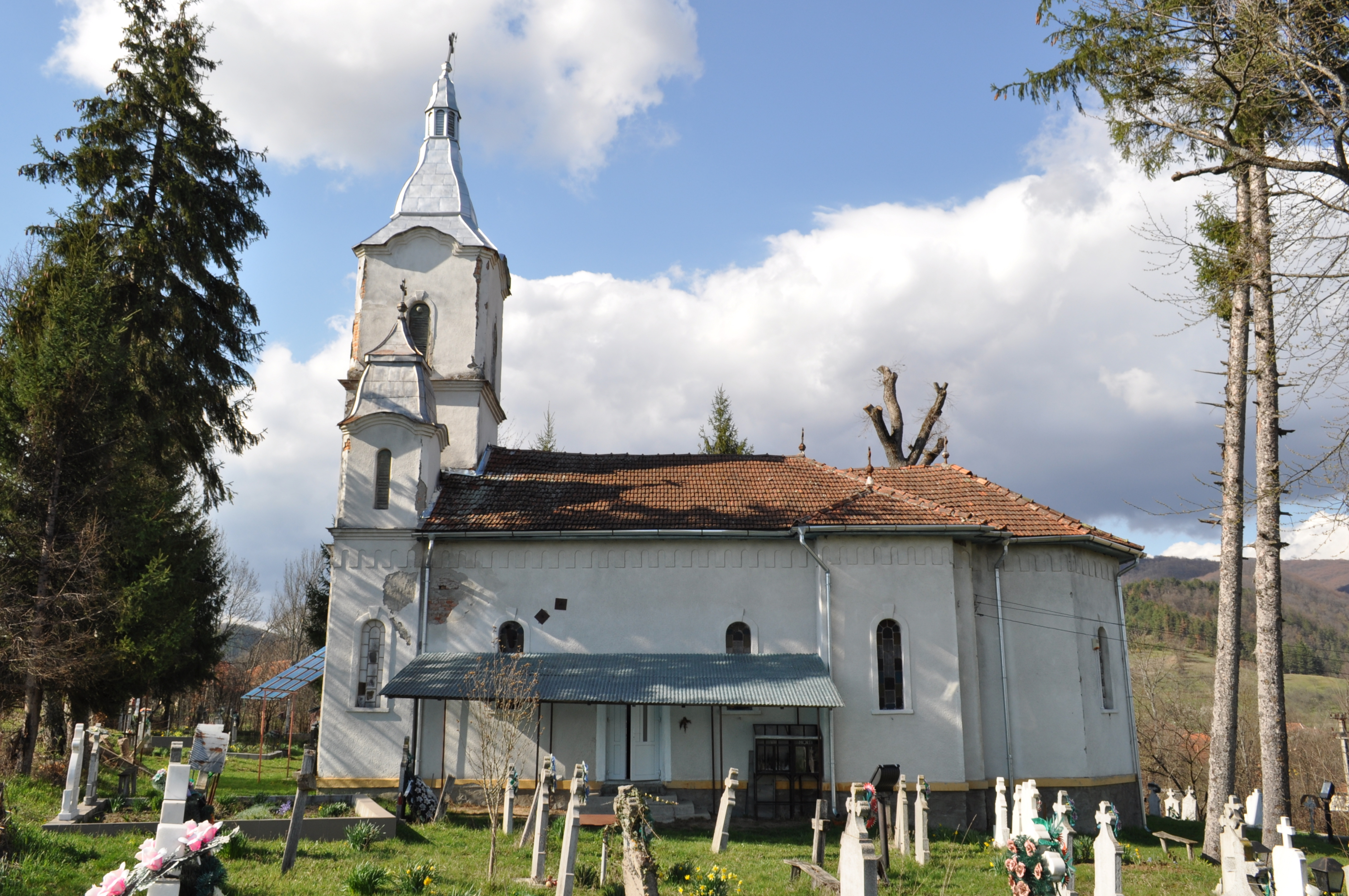
Biserica „Sfântul Ierarh Nicolae” (monument istoric)